# Prääma
Prääma – wieś w Estonii, w prowincji Järva, w gminie Paide.